# Janee' Kassanavoid
Janee’ Kassanavoid (ur. 19 stycznia 1995) – amerykańska lekkoatletka specjalizująca się w rzucie młotem.
W 2022 zdobyła brązowy medal mistrzostw świata w Eugene, natomiast rok później w Budapeszcie została wicemistrzynią światowego czempionatu.
Złota medalistka mistrzostw USA oraz reprezentantka kraju w meczach międzypaństwowych.
Rekord życiowy: 78,00 (21 maja 2022, Tucson) – 7. wynik w historii światowej lekkoatletyki.

## Osiągnięcia
| Rok  | Impreza            | Miejsce   | Pozycja    | Wynik |
| ---- | ------------------ | --------- | ---------- | ----- |
| 2019 | Mecz Europa – USA  | Mińsk     | 4. miejsce | 71,26 |
| 2022 | Mistrzostwa świata | Eugene    | 3. miejsce | 74,86 |
| 2022 | Mistrzostwa NACAC  | Freeport  | 1. miejsce | 71,51 |
| 2023 | Mistrzostwa świata | Budapeszt | 2. miejsce | 76,36 |